# Galac (Fogaras)
Galac Romániában, Erdélyben, Brassó megyében Fogaras municipium városrésze. A múltban falu volt, először 1396-ban dokumentálták.A Galac helynevek homonimái összefüggenek a hunok által Kalatnak nevezett ősi városok létezésével. Galac határában található az „In Cetăți” vagy „La Cetăți” helynév. A trianoni béke előtt Fogaras vármegye Fogarasi járásához tartozott.

## Fordítás
Ez a szócikk részben vagy egészben  a   Cartierul Galați, Făgăraș című román Wikipédia-szócikk ezen változatának fordításán alapul.  Az eredeti cikk szerkesztőit annak laptörténete sorolja fel. Ez a jelzés csupán a megfogalmazás eredetét és a szerzői jogokat jelzi, nem szolgál a cikkben szereplő információk forrásmegjelöléseként.